# Церковь Покрова Пресвятой Богородицы (Темрянь)
Церковь Покрова Пресвятой Богородицы — недействующий православный храм в селе Темрянь Белёвского района Тульской области России. Один из древнейших храмов Тульской области.

## Описание
Согласно писцовым книгам 1630—1632 годов появление церковного прихода относится к первой половине ХVII столетия. В те же годы в селе Темрянь вотчинником Иваном Даниловичем Левшиным была построена деревянная церковь во имя Покрова Пресвятой Богородицы с приделом Николая Чудотворца. Каменный храм был заложен в 1667 году стольником и воеводою Афанасием Ивановичем Левшиным, а завершён в 1695 году его женой Агриппиной Макаровой и их сыном стольником и воеводой Дионисием Афанасьевичем Левшиным. Храм представлял собой двусветный четверик, который завершался пятиглавием, и трапезную. Позже к храму был пристроен придел Николая Чудотворца, который согласно надписи на антиминсе придельного алтаря был освящен 4 февраля 1789 года.
В 1820-х годах храм пострадал от пожара, но вскоре был восстановлен. В 1880 году старанием церковного старосты, крестьянина деревни Величны Василия Стефанова Фандеева, и при помощи прихожан, к храму была пристроена каменная колокольня. В конце XIX века притч церкви состоял из священника и псаломщика. В 1826 году рядом с храмом был похоронен литератор Василий Левшин.
В советские годы храм был закрыт, разобраны верхние ярусы колокольни и сломаны венчания. В настоящее время здание заброшено и разрушается.